# Дистрибутизм

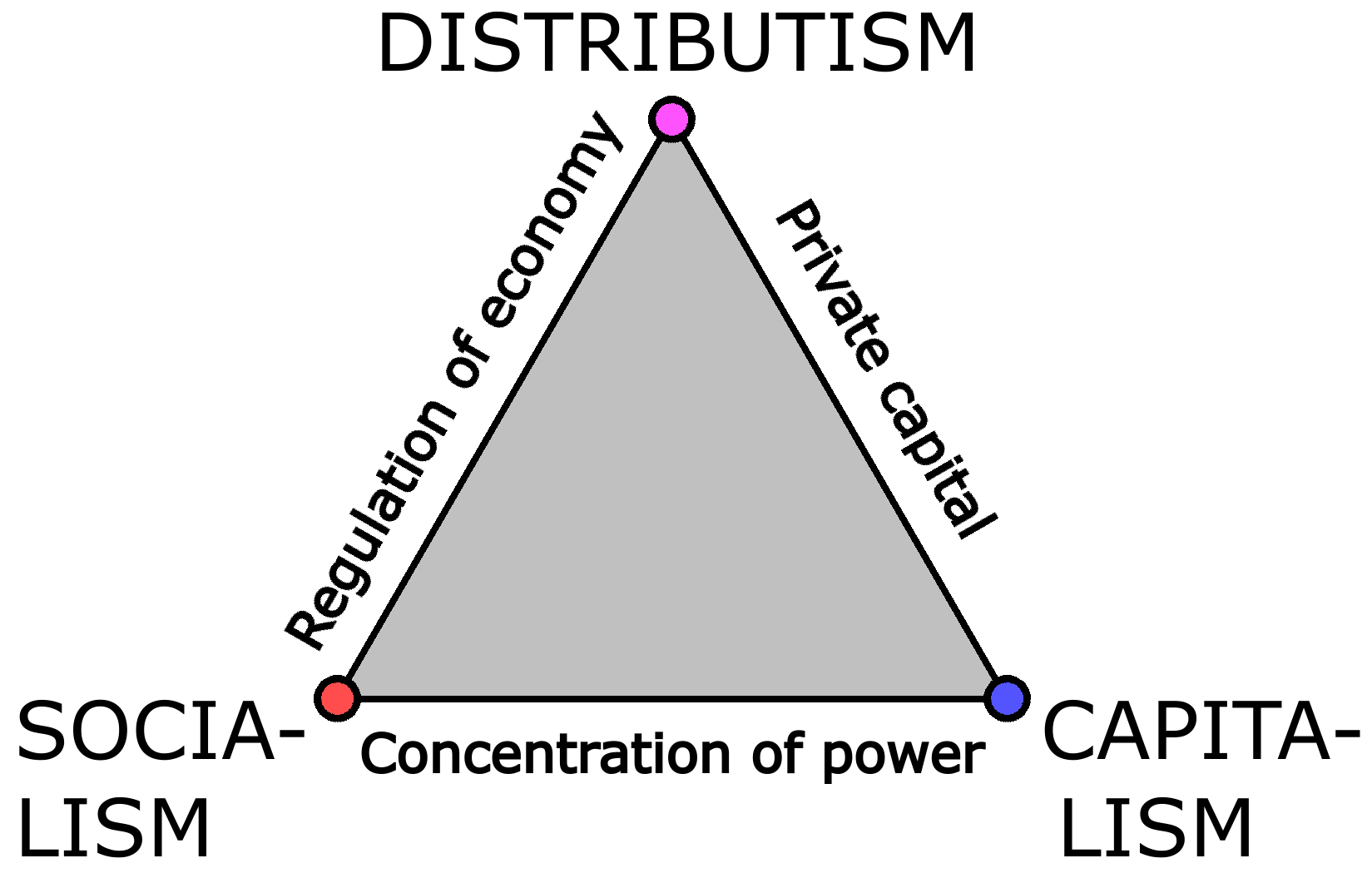
Відношення дистрибутизму до соціалізму та капіталізму

Дистрибутизм (англ. distributism) — економічна ідеологія, згідно з якою власність на засоби виробництва повинна бути широко поширена, а не зосереджена в руках держави чи окремих осіб.
Розроблена в Європі наприкінці XIX — початку XX століть і засновувалася на католицькому соціальному вченні, особливо на вченні Папи Лева XIII у його енцикліці «Rerum novarum» (1891) та Папи Пія XI у «Quadragesimo anno» (1931). Вона розглядає капіталізм і соціалізм як однаково хибні та визискові й надає першість економічним устроям, таким як кооперативи та установи взаємодопомоги, що належать членам, а також малий бізнес та антимонопольні норми.
Деякі християнські демократичні політичні партії виступають за дистрибутизм в економічній політиці.

## Загальний опис
Згідно з дистрибутистським уявленням, володіння приватною власністю є основним правом, а засоби виробництва повинні бути широко поширені, а не зосереджені під наглядом держави (державний соціалізм), чи кількох окремих осіб (плутократія), або корпорацій (корпоратократія). У такий спосіб дистрибутизм виступає за суспільство, яке описується великим поширенням приватної власності. Кооперативісти, такі як Рейс Метьюс (англ. Race Mathews), стверджують, що такий устрій є основою для створення справедливого соціального порядку.
Дистрибутизм часто протиставляється як соціалізму, так і капіталізму, що розглядаються дистрибутистами неправильними та визисковими. Томас Сторк (англ. Thomas Storck) стверджував, що «і соціалізм, і капіталізм є продуктами епохи Просвітництва, тому є модернізаторськими та антитрадиціоналістськими силами. Крім того, деякі дистрибутисти стверджують, що соціалізм є логічним наслідком капіталізму. Дистрибутизм прагне зробити економіку залежною від людського життя як цілого, від нашого духовного, інтелектуального та сімейного життя».
Деякі розглядають дистрибутизм як прагнення, що було успішно втілено в короткостроковому часі через прихильність засадам субсидіарності та соціальної одностайності, «вбудованим» у фінансово незалежні місцеві кооперативні та малі сімейні підприємства. При цьому прихильники дистрибутизму також вказують на такі доби, як середні віки, як приклади історичної довгострокової життєздатності дистрибутизму. Найбільший вплив на розвиток віди дистрибутизму надали католицькі автори Г. К. Честертон і Гілер Беллок (англ. Hilaire Belloc), — двоє ранніх та найжвавіших прихильників дистрибутизму.

## Історичне тло
Середина XIX століття була відзначена зростанням політичного впливу католицтва в Європі. Згідно з істориком Майклом А. Ріфом (англ. Michael A. Riff), спільною рисою цих рухів була протидія не тільки щодо секуляризму, але також капіталізму і соціалізму. У 1891 р. Лев XIII видає енцикліку «Rerum Novarum», де він звертається до теми «зол і нещасть, від яких тепер страждають майже всі робітники», звертаючи увагу на те, що «мала група дуже заможних» змогла «покласти на плечі багатолюдних мас робітних жебраків тягар, що не набагато краще рабства». У цій енцикліці затверджувалося право володіння приватною власністю, необхідності устрою, який би дозволяв «щонайбільшій кількості людей стати власниками», обов'язок роботодавців забезпечити безпечні умови праці і належну зарплату, право робітників на створення профспілок. Колективне (зокрема, муніципальне і державне) володіння власністю були відкинуті як засоби допомоги бідним.
На початку XX століття, Г. К. Честертон і Гілер Беллок звели воєдино розрізнений досвід різних кооперативів і товариств взаємодопомоги в північній Англії, Ірландії та північній Європі в гармонійну і логічно послідовну політичну ідеологію, що виступала за поширення приватної власності на житло й нагляду за промисловістю через малі бізнеси, що управлялися власниками, і кооперативи робітників. Найбільш важливими з робіт Беллока і Честертона, що стосуються дистрибутизму, є Служача держава (де слуга народу — державний службовець) і «Обрис розуму» (англ. Outline of Sanity).
І хоча більшість наступних прихильників дистрибутизму не були католиками, а деякі були колишніми радикальними соціалістами, котрі розчарувалися в соціалізмі, дистрибутистська думка була сприйнята Рухом католицьких робітників у з'єднанні з думками Дороті Дей та П'єра Морана про незалежні місцеві громади.

## Позиція в політичному спектрі
Позиція дистрибутистів у порівнянні з іншими політичними світоглядами іноді видається дещо дивною. Бувши переконаними англійськими католиками, прихильниками засади природної єдності, носіями цінностей культурного традиціоналізму в аграризмі, протидіючи основним принципам історіографії вігів — І. Беллок був членом Парламенту від Ліберальної партії, а Честертон одного разу заявив:
… Я вірю в лібералізм. Але був і той світлий час невинності, коли я вірив у лібералів. 
Цей вид лібералізму, що відрізняється від сучасних різновидів цієї ідеології, уперше описаний у роботах Вільяма Кобета і Джона Раскіна, які з радикальних поглядів засуджували взірці й закиди можновладдя, але робили це в межах обновленської, а не революційного прозору: вони бачили себе борцями за відновлення традиційних свобод Англії та її народу, які були відібрані в них із часів Промислової революції.
Маючи деякі спільні ідеали з традиційним торізмом, особливо у схвальному баченні Середніх віків і природного суспільства, дистрибутисти не погоджувалися з ними в низці важливих питань. Хоча багато торі протидіяли змінам, дистрибутисти інколи розглядали це не як збереження визнаної традиційної концепції Англії, але як закріплення вадливих помилок і нововведень. Беллок протидіяв до протестантизму як до концепції і як до схизми від Католицької Церкви, розглядаючи поділ християнського світу в XVI столітті як однієї з найбільш згубних подій в європейській історії. Торі, з іншого боку, були безкомпромісними в тому, що стосувалося державного значення Церкви Англії: заради його підтримки, деякі дистрибутисти навіть відмовлялися від своїх початкових легітимістських ультрароялістських принципів щодо Якова II.
Багато що у творчості Дороті Сеєрс, у чому вона стосується соціальних та економічних питань, має схожість з думками дистрибутистів: останні могли вплинути на неї або ж вона сама прийшла до висновків, які зустрічаються на сторінках її праць. Її доводи як члена Церкви Англії вкорінені в теології креаціонізму й Боговтілення, що дещо відрізняється від позицій католиків Честертона та Беллока.

## Вплив

### Шумахер Е. Ф.
Дистрибутизм вплинув на економіста Е. Ф. Шумахера, який прийняв католицтво.

### Мондрагонська кооперативна корпорація
Мондрагонська кооперативна корпорація, що знаходиться в баскських землях Іспанії та Франції, була створена католицьким священиком, Хосе Марія Арізмендіарієтою, на якого вплинуло соціальне й економічне вчення Католицької Церкви, що надихало Беллока, Честертона, МакНаба та інших мислителів-дистрибутистів.

### Гільдія святих Йосипа й Домініка
Дистрибутистські думки були застосовані на ділі гільдією святих Йосипа і Домініка — групою художників і ремісників, які створили громаду в селі Дітчлінґ (Сусекс, Англія) в 1920 році. Гаслом групи стало: «Люди, багаті чеснотою, які вивчають прекрасне, котрі живуть в мирі у своїх домівках». Група прагнула відтворити звеличений середньовічний спосіб життя, на зразок Руху мистецтв і ремесел. Гільдія проіснувала майже 70 років (до 1989 року).

### Велике суспільство
«Велике суспільство» (англ. Big Society) — найважливіше місце в передвиборчому проголосі британської Консервативної партії 2010 року. Низка положень цієї програми мають дистрибутистські ознаки. На цей час вона, імовірно, становить частину законодавчої програми коаліційної угоди між консерваторами й ліберал-демократами. Головним заміром цієї програми є «створення такого умов у суспільстві, які дадуть місцевим громадам, що будують велике суспільство, можливість взяти владу в політиків і передати її громадянам».

## Дистрибутисти
- Гілберт Кіт Честертон
- Гілер Беллок
- Дей Дороті[29]
- Герберт Агар[en]
- Лео Брент Бозел[en]
- Сесіль Честертон[en]
- Сіворд Колінз[en]
- Джозеф Пітер де Фонсека[en]
- Ерік Гілл
- Дуґлас Арнольд Гайд[en]
- Вінсент Макнаб[en]
- Артур Пенті[en]
- Гіларі Пеплер[en]
- Дороті Лі Сеєрз
- Дейл Алквіст[en][30]
- Джастін Барет[en]
- Філіп Блонд[en][31]